# Museu Nacional do Chade
O Museu Nacional do Chade (em francês: Musee National N'Djamena) é o principal museu do Chade. Ele está localizado na capital do país, Jamena. O museu foi criado em 6 de outubro de 1962 em alojamentos temporários.

## História
No dia 6 de outubro de 1962, o museu foi fundado com o objetivo de preservar coleções que fazem parte do patrimônio cultural do Chade, e de facilitar as pesquisas feitas por profissionais e do público em geral. Sendo Chapelle o primeiro curador do museu.
Inicialmente, o museu foi abrigado em alojamento temporário. No ano de 1964, o museu foi transferido para o antigo prédio da prefeitura, localizado na Place de l'Indépendance (Praça da Independência). A princípio abriu com quatros salões dedicados à pré-história, proto-história, etnografia, arte africana e arquivos nacionais.
Durante os conflitos de Jamena, nos anos de 1980 e 2006, o museu perdeu parte de seu acervo.

## Acervo

### Pré-história
Nesta seção é exposto um fragmento craniofacial de um hominídeo Tchad Anthropus norris, descoberto em 1961 nas falésias de Amgamma; machados e pontas de flechas; cerâmicas. Também está exposto a Coleção Toumaï que contém a réplica de um crâneo de 7 milhões de anos, descoberto em 2001 no deserto de Djourab. O crânio original está guardado no Banco Central; e um crânio, de 7 metros de comprimento, de um crocodilo carnívoro (Crocodylus niloticus), de 7 milhões de anos.

### Proto-história
Nesta seção é apresentado artefatos encontrados em Mdaga e Gawi, datados do século X ao século XVI e artefatos encontrados no santuário de Bouta-Kabira. Entre esses artefatos estão estatuetas e máscaras humanas de cerâmicas; objetos de bronze; e ferramentas de ferro e osso.

### Arquivos nacionais
Os documentos são microfilmados, datilografados e guardados em armários especiais para proteção contra insetos e altas temperaturas. Há nos arquivos, relatórios mensais e trimestrais referentes aos conselhos regionais, escritórios administrativos, ações criminais, monografias, e diversos outros documentos, datados entre os anos de 1920 e 1955.

### Etnografia e arte africana
Esta seção expõe objetos provenientes de Kanem, Saara, Toupouri, Massa, Hadjera e Lago Iro. Entre eles estão máscaras, armaduras de guerreiros e dançarinos, ornamentos, instrumentos musicais, ferramentas agrícolas, artes de pesca e caça e utensílios domésticos.

Há, na exposição, uma parte do navio L.Blot, o primeiro que navegou no Lago Chade, fato que ocorreu em1897; um Alcorão produzidos por muçulmanos chadianos; o primeiro rifle do ex-chefe de Estado, Goukouni Weddey, que governou entre os anos de 1979 e 1982; uma armadura do guerreiro Moundang.